# Enzymatiskt hydrolyserad karboximetylcellulosa
Enzymatiskt hydrolyserad karboximetylcellulosa med e-nummer E 469 är ett förtjocknings- och stabiliseringsmedel.

## Framställning
Den framställs ur cellulosan karboximetylcellulosa(en) (även kallat cellulosagummi) med e-nummer E 466, med hjälp av enzymet cellulas. 

## Egenskaper
Tillsatsen är mer vattenlöslig än andra cellulosor.

## Hälsorekommendationer
ADI (acceptabelt dagligt intag) är obegränsat. 